# Drau

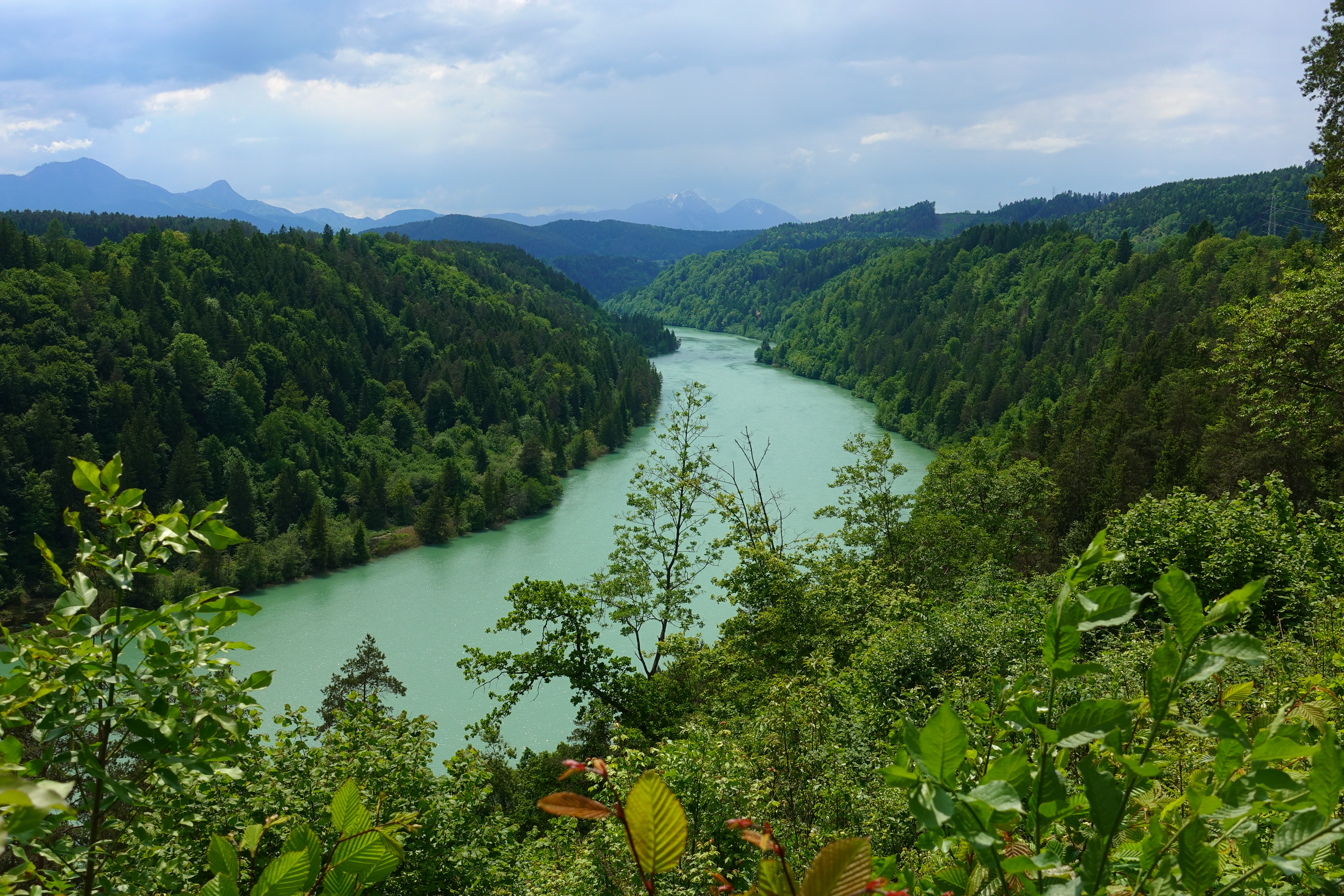
Drau bei Ruden in Kärnten

Die Drau (seltener Drave; italienisch, slowenisch und kroatisch Drava, ungarisch Dráva) ist ein Nebenfluss der Donau, der im italienischen Südtirol entspringt, dann durch Osttirol und Kärnten (Österreich) sowie durch die Untersteiermark (Slowenien), Kroatien und Ungarn fließt.
Mit einer Länge von 749 km und einem mittleren Abfluss von 670 m³/s ist sie nach Theiß, Pruth und Save der viertlängste Nebenfluss der Donau.

## Etymologie
Der Name wird auf das Pannonische zurückgeführt (lateinisch Dravus); vergleiche altindisch dravati für laufen. Der Name findet sich schon im antiken Schrifttum bei Strabon (Δράβος Drabos), Plinius (Draus) und Sextus Ruffus (Dravus). Ihrerseits nach der Drau benannt sind der Dravit, die Ambidravi sowie zahlreiche Orts- und Flurnamen.

## Flusslauf

### Italien

#### Südtirol
Die Drau entspringt am Nordabhang des Neunerkofels (Haunoldgruppe) oberhalb des Toblacher Feldes im Pustertal in Südtirol (Italien) im Gemeindegebiet von Toblach (italienisch Dobbiaco). Das Wasser ihrer fünf Hauptquellen fließt ein paar hundert Meter über steile Wiesen und Waldböden zur Talsohle, wo sich erst ein richtiges Bachbett bildet. So überwindet die Drau bereits auf den ersten zehn Kilometern über 430 Höhenmeter. Der Toblacher Sattel bildet eine bedeutende Wasserscheide (Hauptwasserscheide), denn die Quellen am Westhang des Neunerkofels fließen in die Rienz und damit weiter in die Adria. Die Drau aber fließt in Richtung Osten und somit in Richtung Schwarzes Meer. Sie ist einer der wenigen Flüsse Italiens, die nicht ins Mittelmeer entwässern. Nach wenigen Kilometern, vorbei an Innichen, passiert sie die Grenze zu Osttirol.

### Österreich

#### Osttirol
Nach dem Übergang auf österreichisches Staatsgebiet wird die Drau bei Strassen erstmals gestaut. In Lienz nimmt sie die Isel auf, wodurch sich ihre Größe beinahe vervierfacht.
Besonders groß ist die Dominanz der Isel im Frühsommer zur Zeit der Schneeschmelze in der Venedigergruppe. Deshalb wird die Drau oberhalb der Iselmündung bisweilen als Kleine Drau bezeichnet; nicht zu verwechseln mit der Kleinen Drau im Rosental.

#### Kärnten

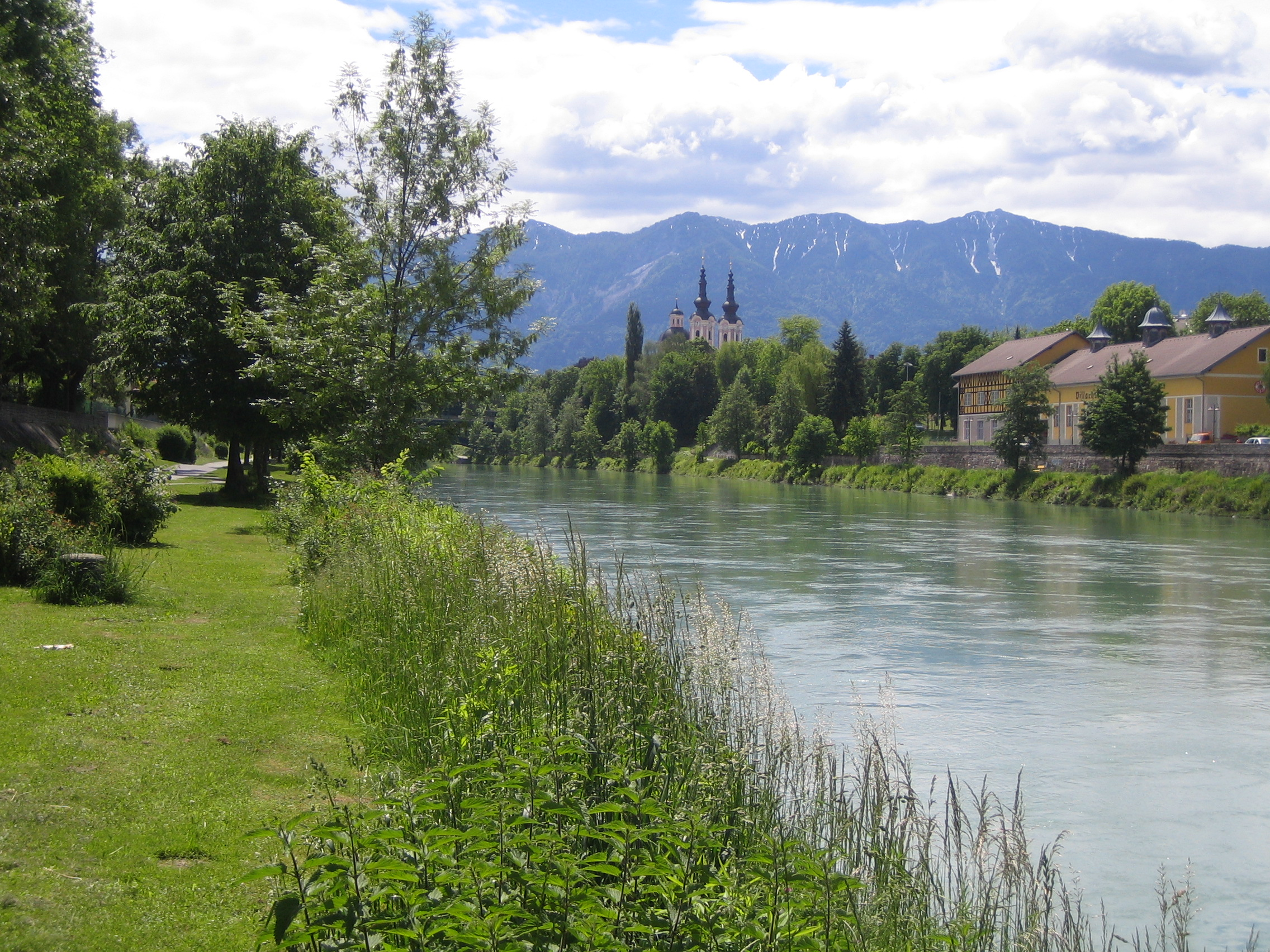
Die Drau in Villach

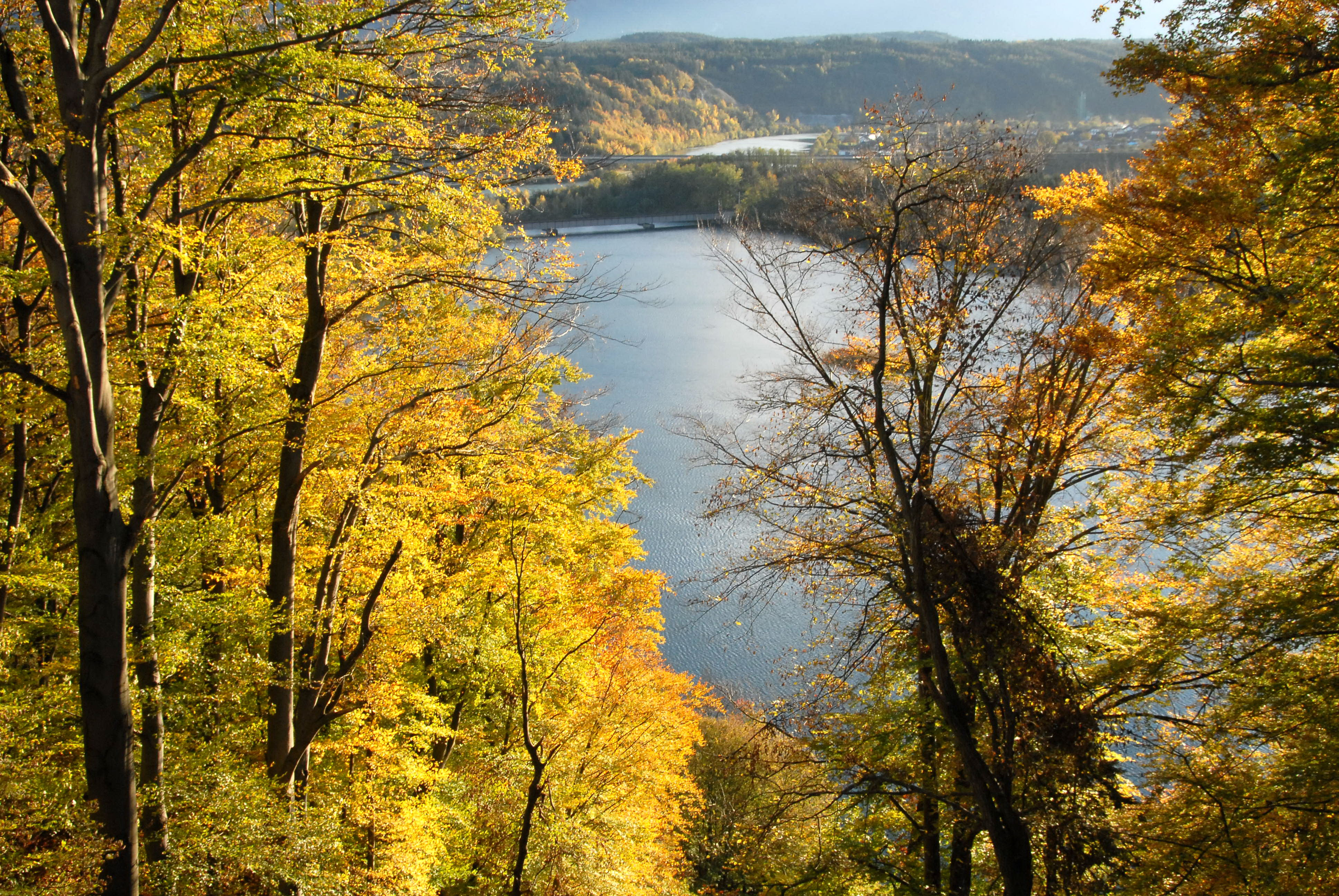
Herbststimmung an der Drauschleife bei Schloss Wernberg

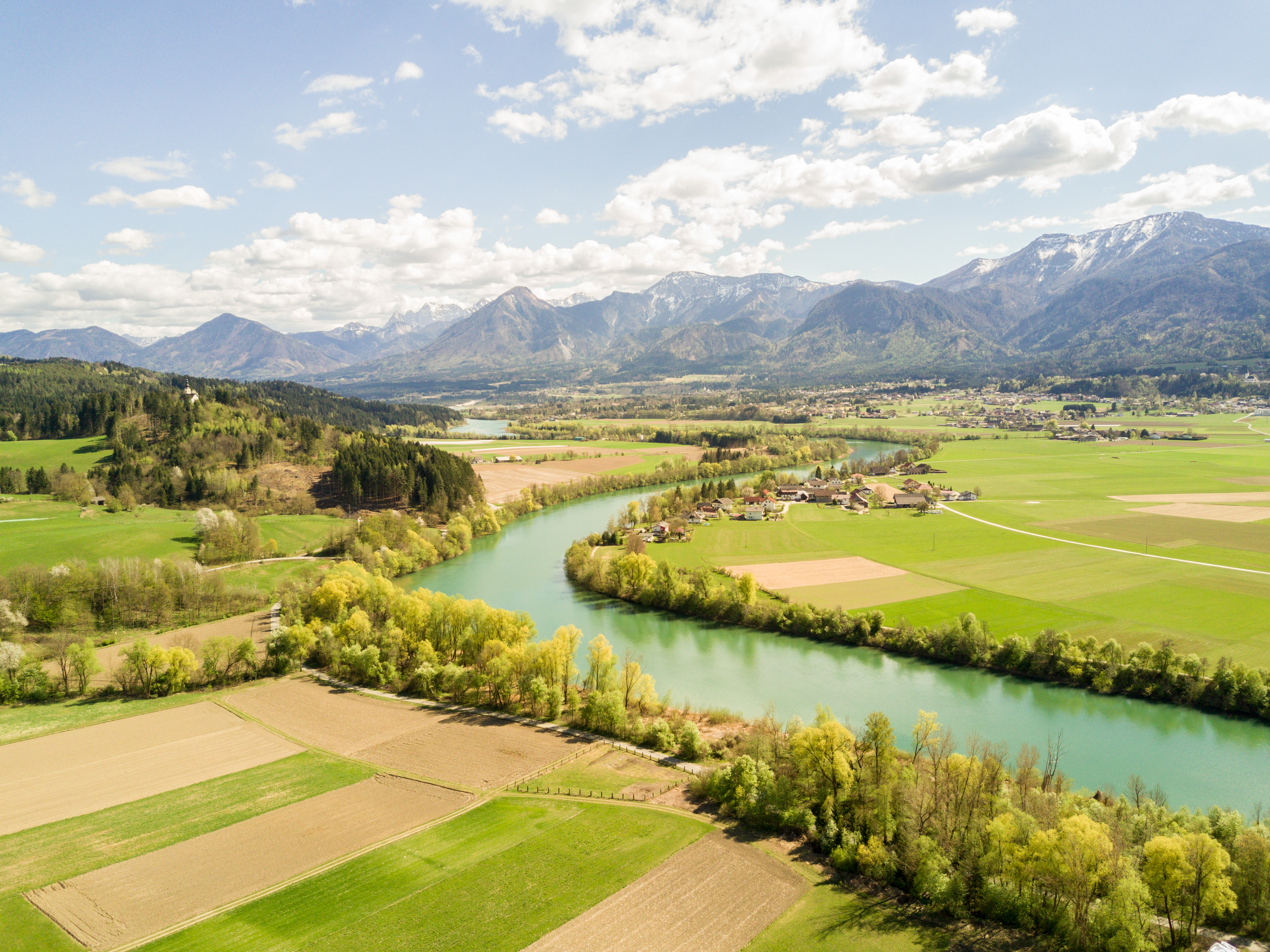
Blick östlich in das Rosental vom Standort Dieschitz / St. Egyden aus

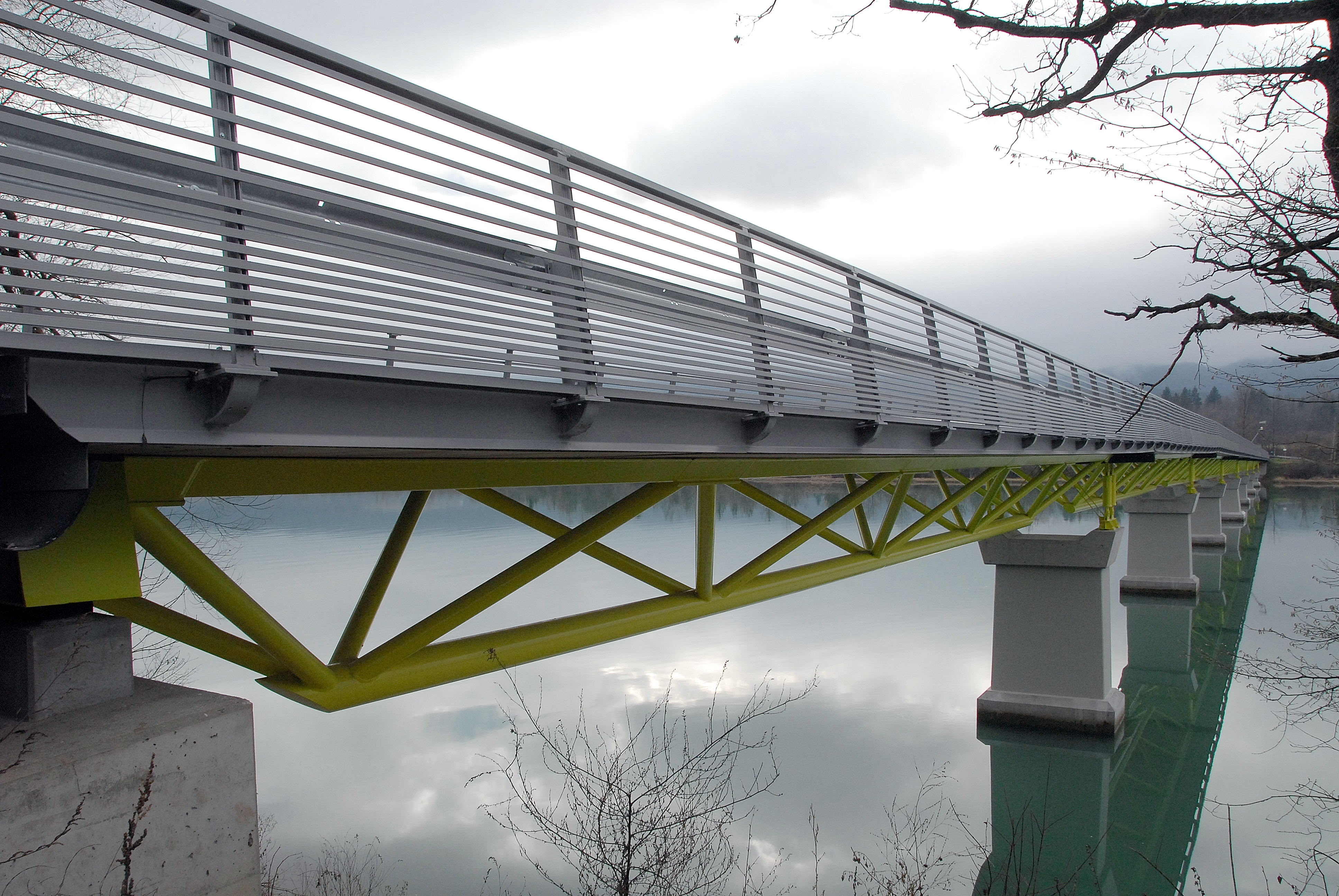
Draubrücke bei Selkach, Gemeinde Ludmannsdorf

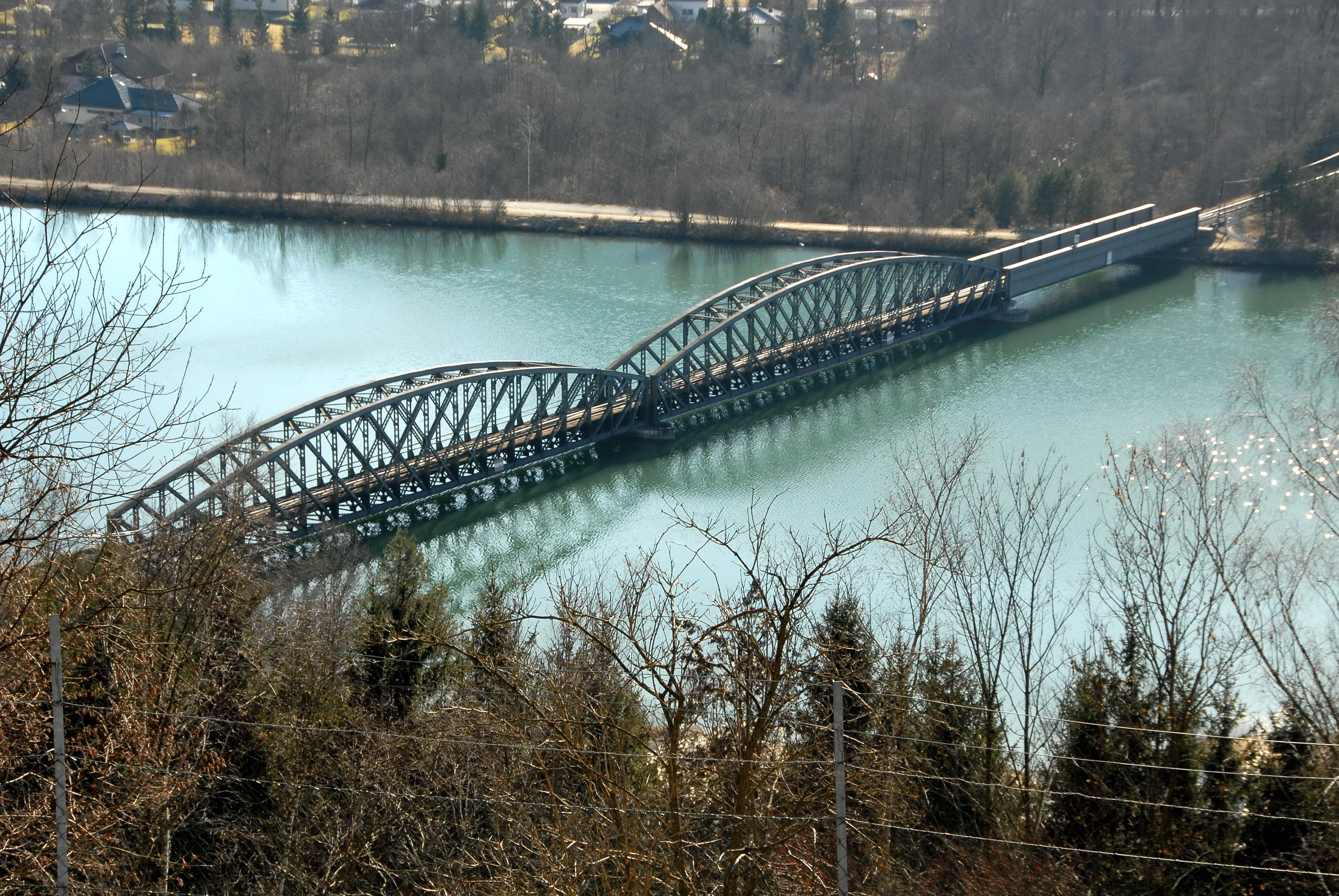
Eisenbahnbrücke über den Ferlacher Stausee bei Strau, Stadtgemeinde Ferlach

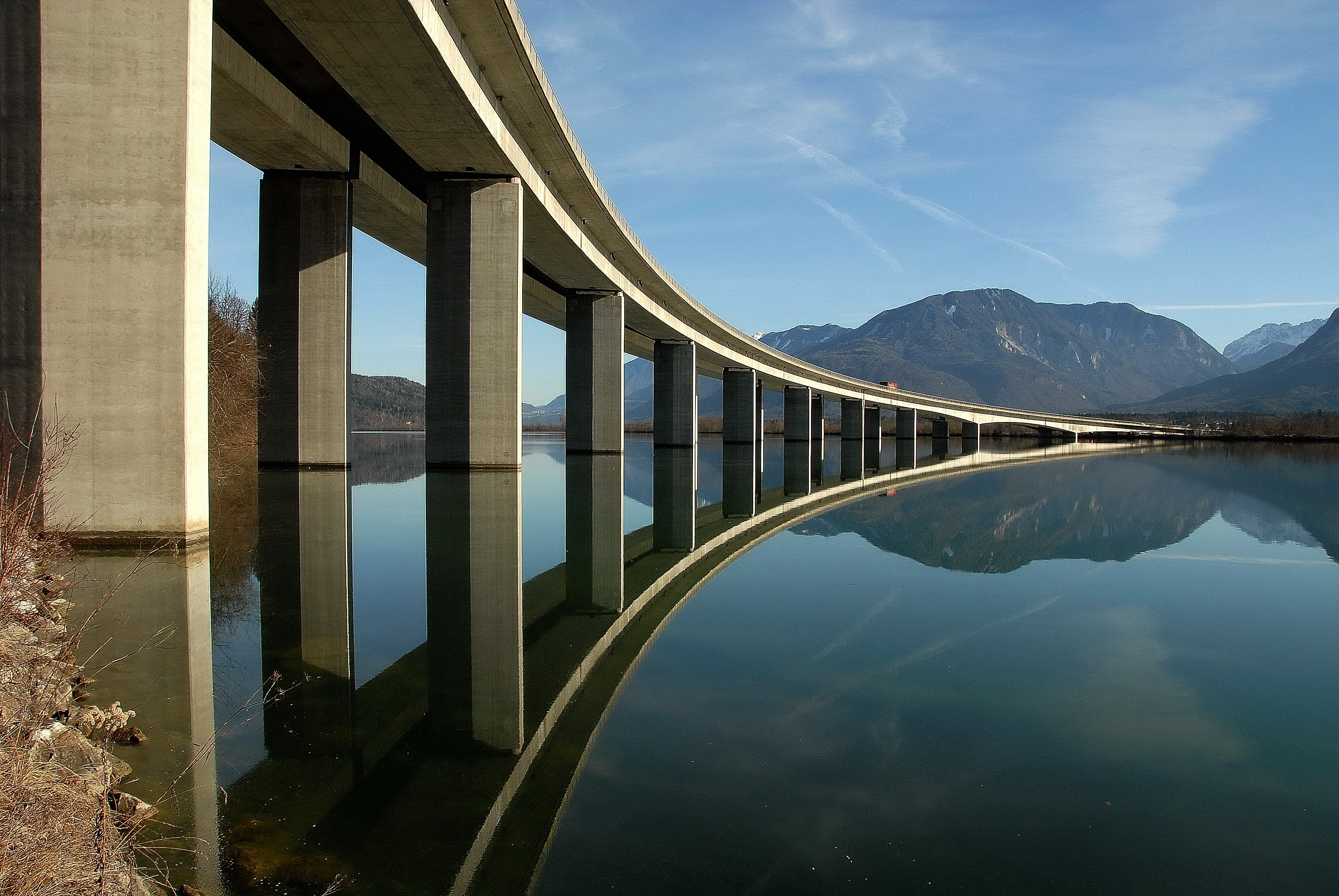
Brücke der Loiblpass-Straße über den Ferlacher Stausee, im Hintergrund der Matzenberg

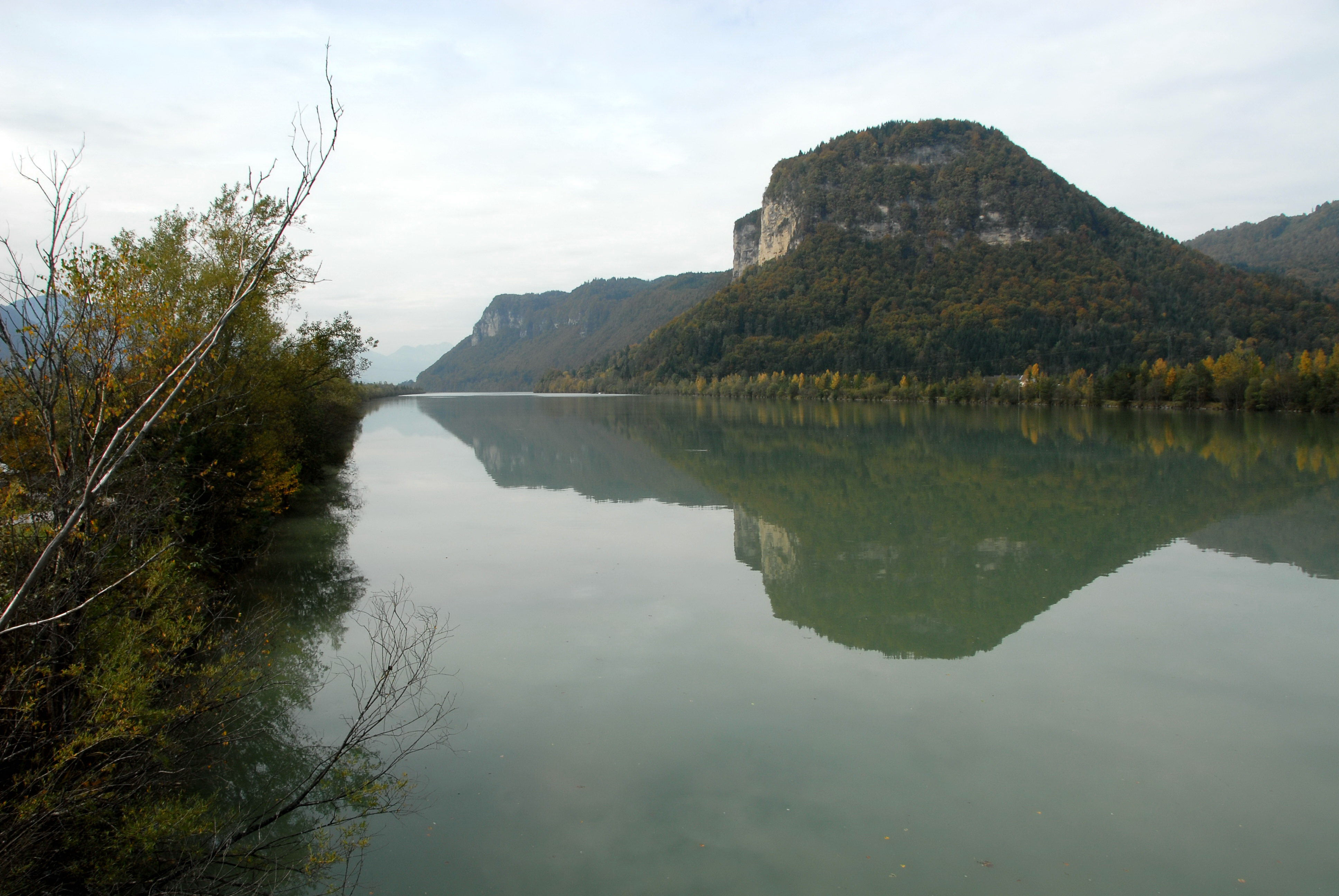
Drau-Stausee bei Rottenstein, Gemeinde Ebenthal

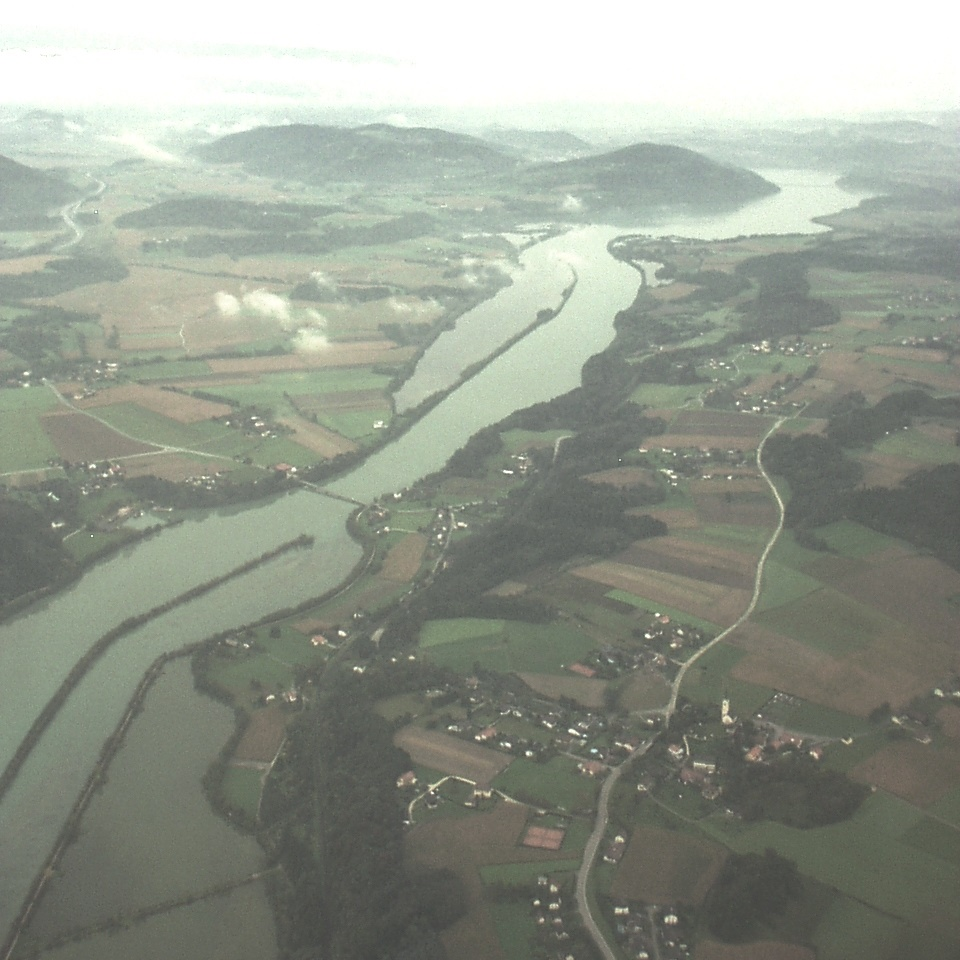
Drau von Westen bei Seidendorf

Knapp westlich von Oberdrauburg erreicht die Drau Kärnten. Zwischen der Kreuzeckgruppe im Norden und den Gailtaler Alpen im Süden windet sie sich durch das obere Drautal, das sie nach einer Talenge zwischen Sachsenburg und Möllbrücke wieder verlässt. Dort nimmt sie die Möll auf, die das Gletscherwasser der Pasterze führt und bei Wildwassersportlern und Raftingtouren sehr beliebt ist. Nach wenigen Kilometern über das Lurnfeld, vorbei an den Ausgrabungen von Teurnia, erreicht sie bei Spittal das untere Drautal. Verstärkt durch das Wasser der Lieser, fließt sie der Draustadt Villach zu. Ab Paternion ist die Drau bis nach Kroatien hinein fast durchgehend in Stauseen gefasst. In Villach konnte sie erstmals von einem Linienschiff aus betrachtet werden. Dort wurde die Drau nach einer Flussbettabsenkung der Ausläufer des Rosegger Stausees mit einem Ausflugsschiff für den Tourismus genutzt.
Im September 2019 wurde der öffentliche Schiffsverkehr eingestellt. Östlich von Villach mündet die Gail in die Drau, und diese verlässt das Villacher Becken, um in das Rosental einzutreten. Zwischen der Sattnitz im Norden und den Karawanken im Süden und mehr Stausee als Fluss erreicht sie Völkermarkt. Vorher nimmt sie die Gurk und die Vellach auf.
Bei Völkermarkt wird die Drau durch das Draukraftwerk Edling zur zweitgrößten Kärntner Wasserfläche nach dem Wörthersee aufgestaut. Auf diesem Völkermarkter Stausee verkehrt seit 2005 auch ein Ausflugsschiff, die MS Magdalena. Nach der Staustufe Edling durchfließt die Drau in einem etwa 100 m tiefen Einschnitt das Jaunfeld. Dieser Einschnitt im Schotterkegel der Endmoräne des Draugletschers war lange Zeit ein beinahe unüberwindliches geografisches Hindernis für die Bewohner beiderseits der Drau. Es wurde erst durch den Bau von zwei Großbrücken, der circa 100 m hohen Jauntalbrücke für die Eisenbahn 1964 und der neuen Lippitzbachbrücke (96 m hoch) für den überregionalen Straßenverkehr 2006 weitgehend überwunden. In diesem Einschnitt befindet sich auch das älteste große Draukraftwerk, das Kraftwerk Schwabegg. Dieses wurde in der Zeit des Nationalsozialismus errichtet und war vor allem in den Jahren direkt nach dem Krieg und bis zur Errichtung der ersten großen Donaukraftwerke einer der wichtigsten Eckpfeiler der österreichischen Stromversorgung. „Beim Ausfall des Kraftwerkes Schwabegg gingen in Wien die Lichter aus“, erzählten Zeitzeugen.
Bei Lavamünd mündet mit der Lavant der letzte Kärntner Fluss in die Drau, bevor sie Österreich vor Dravograd (Unterdrauburg) verlässt und nach Slowenien fließt. Mit 11.828 km² hat die Drau das drittgrößte Einzugsgebiet in Österreich nach der Donau und dem Inn.

### Slowenien

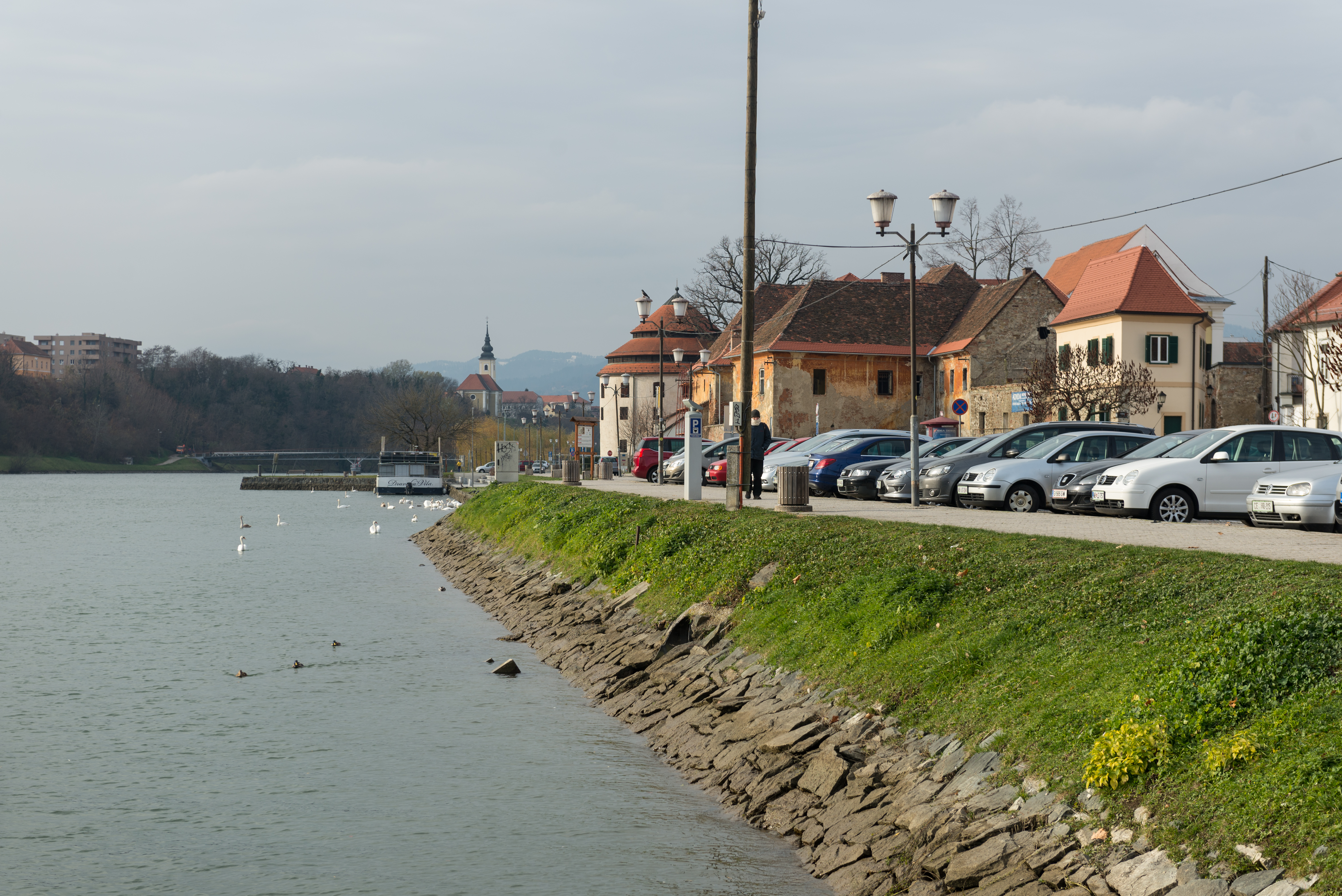
Die Drau in (Marburg)

Der slowenische Flussabschnitt beginnt zwischen dem slowenischen Dorf Libeliče/Leifling (Gemeinde Dravograd) und dem österreichischen Lavamünd; er endet auf dem Gebiet der Gemeinde Središče ob Dravi an der kroatischen Grenze.
Bei Dravograd, wo von rechts die Meža (deutsch: Mieß) einmündet, fließt der Fluss in das malerische Drautal zwischen Poßruck im Norden und Pohorje/Bachergebirge im Süden. Von beiden Seiten münden reißende Nebengewässer ein (zum Beispiel Cerkvenica, Velka, Radoljna, Lobnica s Pohorje und (Mučka) Bistrica). Von Ruše an fließt die Drau durch ein breiteres, dicht besiedeltes Tal bis nach Maribor. Unterhalb der Stadt beginnt die durch Kiesablagerungen der letzten Eiszeit entstandene Flussebene Draufeld (slowenisch: Dravski polje) direkt am Fuße des Hügellandes Windische Bühel (Slovenske gorice). Bei Ptuj mündet die Drau in die Ebene von Ptuj (Ptujsko polje/Pettauer Feld), fließt am Haloze-Hügelland vorbei und empfängt rechts den Nebenfluss Dravinja sowie kurz vor Ormož links die Pesnica. Unterhalb von Ormož fließt die Drau einige Zeit entlang der slowenisch-kroatischen Grenze und setzt sich dann ostwärts an Varaždin vorbei durch die kroatische Grenze fort.

### Kroatien

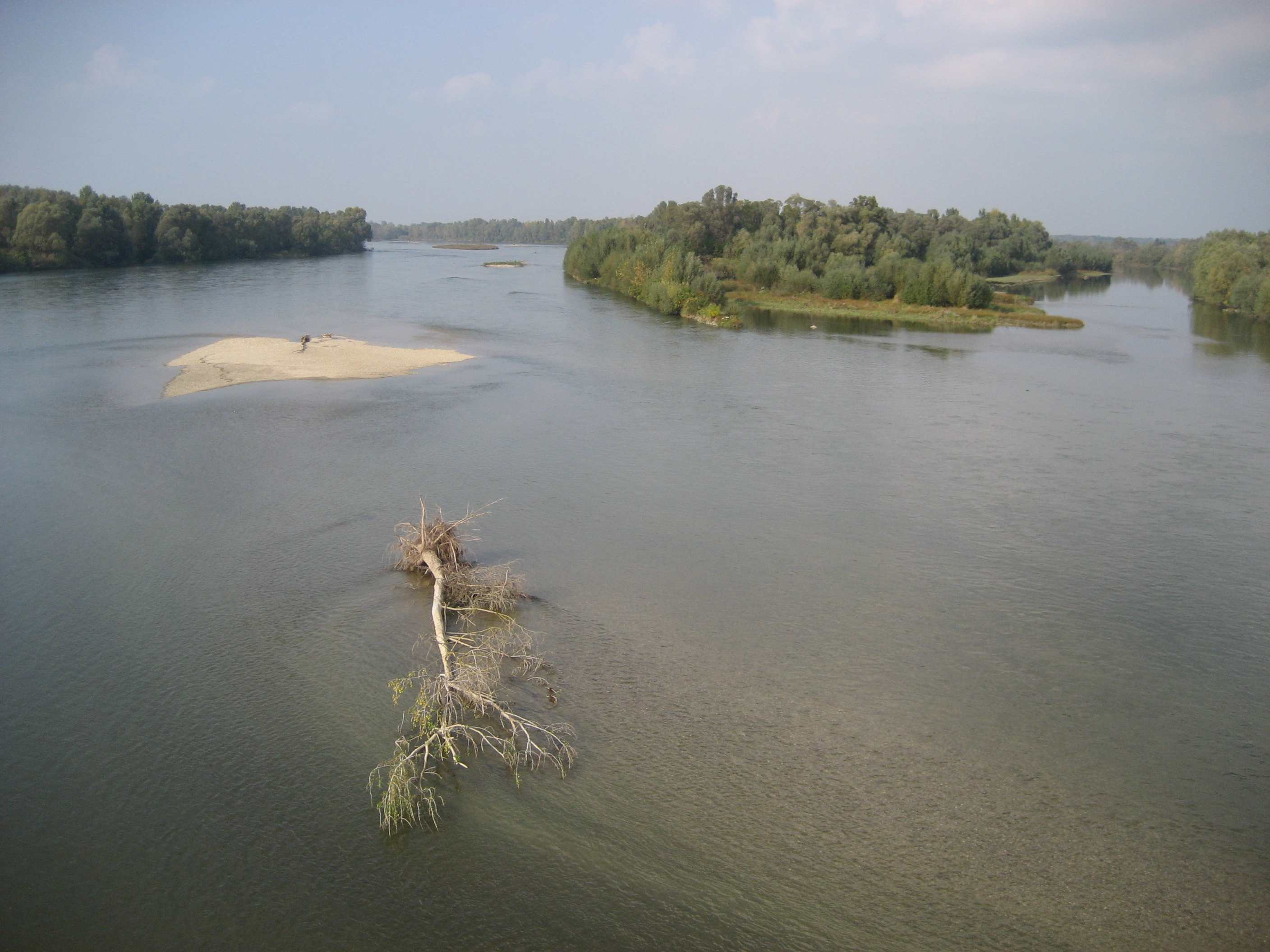
Die Drau in Kroatien in der Nähe von Molve in ihrem natürlichen Flussbett

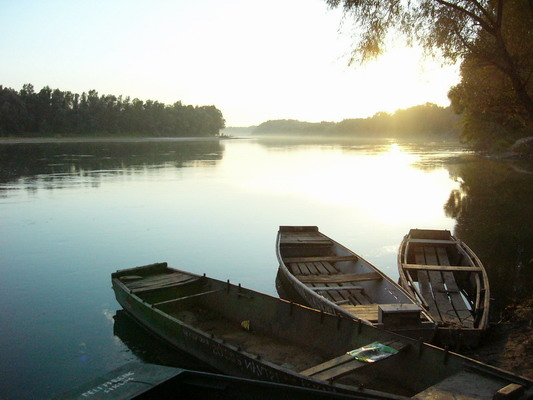
Die Drau bei Drávaszabolcs (Ungarn)

Auch knapp nach der Grenze zu Kroatien, die sie bei Ormož passiert, wird sie zur Stromerzeugung mehrfach aufgestaut. Die Stadt Varaždin wird nördlich umflossen, bevor die Drau bei Legrad die Mur aufnimmt und sodann die Grenze zu Ungarn bildet. Die Drau mündet unterhalb der Stadt Osijek (circa 110.000 Einwohner) bei Dravski Kut (Draueck) in Kroatien in die Donau.

## Ökologie
Die Drau entwässert Osttirol und fast ganz Kärnten. Sie stellt für diese beiden Regionen die wichtigste Lebensader dar, die maßgeblich deren Ökologie mitbestimmt. Der Oberlauf der Drau und die ihr zufließenden Bäche sind über weite Strecken naturbelassen. Doch schon in Innichen wird sie zum Schutz vor Hochwasser in ein enges Mauerbett gezwungen. Außerhalb der Ortschaften wird sie von schmalen Flussauen gesäumt und hebt sich als dunkelgrünes Band vom Hellgrün der umgebenden Wiesen und Weiden ab. Da es an ihrem Oberlauf keine belastenden Industriebetriebe gibt, hat sie durchgehend die Gewässergüteklasse 1 – und eine entsprechend reiche Fauna und Flora. Um Wiesen, Felder und Ortschaften vor der oft unberechenbaren Kraft der Drau zu schützen und um Ackerland zu gewinnen, wurde sie aber schon in der zweiten Hälfte des 19. Jahrhunderts ihrer Auen mehr und mehr beraubt, sodass sie nun im Oberen Drautal über weite Strecken nur von schmalen Uferstreifen gesäumt wird, oft durch Dämme von Wiesen und Äckern ferngehalten. Um die ökologische Vielfalt wiederherzustellen, wurden in den letzten Jahren verschiedene Projekte zur Renaturierung der Flusslandschaft ins Leben gerufen. Sie sollen für so seltene Arten wie den Dohlenkrebs, der innerhalb Österreichs nur noch in Kärnten vorkommt, wieder einen vielfältigen Lebensraum entstehen lassen. Hochwasserschutz und Naturschutz schließen einander dabei keineswegs aus, denn durch die gezielte Rückführung ehemaliger Überschwemmungsgebiete wird dem Fluss Raum gegeben und somit der schnelle unkontrollierte Abfluss großer Wassermassen verhindert. Diese Maßnahmen sollen so verschiedenen Arten wie dem Huchen, dem Flussuferläufer und Flussregenpfeifer, aber auch seltenen Pflanzen wie der Deutschen Tamariske ein Überleben ermöglichen.
Weiter flussabwärts wird die Drau energietechnisch intensiv genutzt. Hier ist der ehemals wilde Fluss zu einer Kette von Stauseen geworden, die durch relativ kurze Fließstrecken verbunden sind. Renaturierungsmaßnahmen sind in diesem Bereich nur sehr eingeschränkt möglich. Trotzdem wurden an einigen Stellen Maßnahmen getroffen, um eine Artenvielfalt entsprechend dem ruhigeren Habitus des Flusses zu ermöglichen. So wurde unterhalb von Villach die Wernberger Drauschleife zu einem künstlichen Altarm umgestaltet, der nun verschiedensten Wasservögeln als Brut- und Jagdrevier dient. An vielen Uferstrecken wurden innerhalb der Schutzdämme künstliche Halbinseln, Inseln, Buchten und Tümpel geschaffen, um den hier heimischen Fischen und Amphibien Laichgründe und Kinderstuben zu bieten. Um die Wassergüte zu erhalten, sind alle zentralen Siedlungsräume Kärntens seit Beginn der 1970er Jahre nach und nach an die Kanalisation und damit an vollbiologische Kläranlagen angeschlossen worden.
Die Drau ist in ihrem Unterlauf an der Grenze zwischen Ungarn und Kroatien für Naturliebhaber besonders interessant, da sie nahezu unberührt ist; ihre Auen weisen eine große Artenvielfalt auf. Allerdings waren die Flussabschnitte im Abschnitt zwischen der kroatisch-ungarischen Grenze und Osijek in den Jahren im 1991/92 Frontgebiet und entsprechend befestigt. Im Flussgebiet und seinen Ufern muss bis heute mit Minen gerechnet werden.

### Fischbestand
Die hohe Gewässergüte der Drau spiegelt sich auch in ihrem artenreichen Fischbestand wider. In ihrem Oberlauf mit seiner relativ hohen Fließgeschwindigkeit, dem hohen Sauerstoffgehalt und geringem Nährstoffgehalt können deshalb Regenbogen- und Bachforellen, aber auch Nasen, Barben, Aitel, Äschen und Huchen angetroffen werden.
In den ruhigeren und etwas wärmeren Gewässern der Stauseen im unteren Drautal, vor allem aber im Rosental, kommen weitere Arten wie Zander, Hecht, Brachsen, Rotfedern, Rotaugen, Karpfen, Aalrutten und Bachsaibling sowie Schleien dazu. Eher selten geht den Fischern ein Waller an die Angel. Hin zur slowenischen Grenze finden sich dann auch weniger bekannte Arten wie Frauennerfling, Streber und Bitterling.
Im Stausee des Kraftwerks Annabrücke finden sich auch Signalkrebse.

## Wirtschaft und Verkehr

### Schiffbarkeit
Schiffbar ist die Drau vom kroatischen Čađavica abwärts, nach anderen Quellen ab Barcs. Frühere Quellen, die sich auf einen niedrigeren Ausbaustand der Wasserkraftnutzung beziehen, geben Maribor an. Daneben bestand früher bei Villach und Völkermarkt Linienverkehr mit Ausflugsschiffen und im Oberen Drautal sowie ab Lavamünd Flößerei für touristische Zwecke. Auch in Maribor gibt es ein Flussschiff und Flößerei für Touristen.
Zur Befahrung mit Paddelbooten und Schlauchbooten ist der wenig regulierte Abschnitt von Lienz über Berg im Drautal bis Paternion beliebt.
Nach Maßstäben von 1860 war die Drau ab Villach schiffbar. Das Kraftwerk Faal wurde 1913–1918 mit einer Floßschleuse errichtet.

### Drauradweg
Der Drauradweg erstreckt sich fast von der Quelle über 510 km von Toblach bis Varaždin. Eine Verlängerung bis zur Mündung in die Donau ist geplant.

### Draukraftwerke

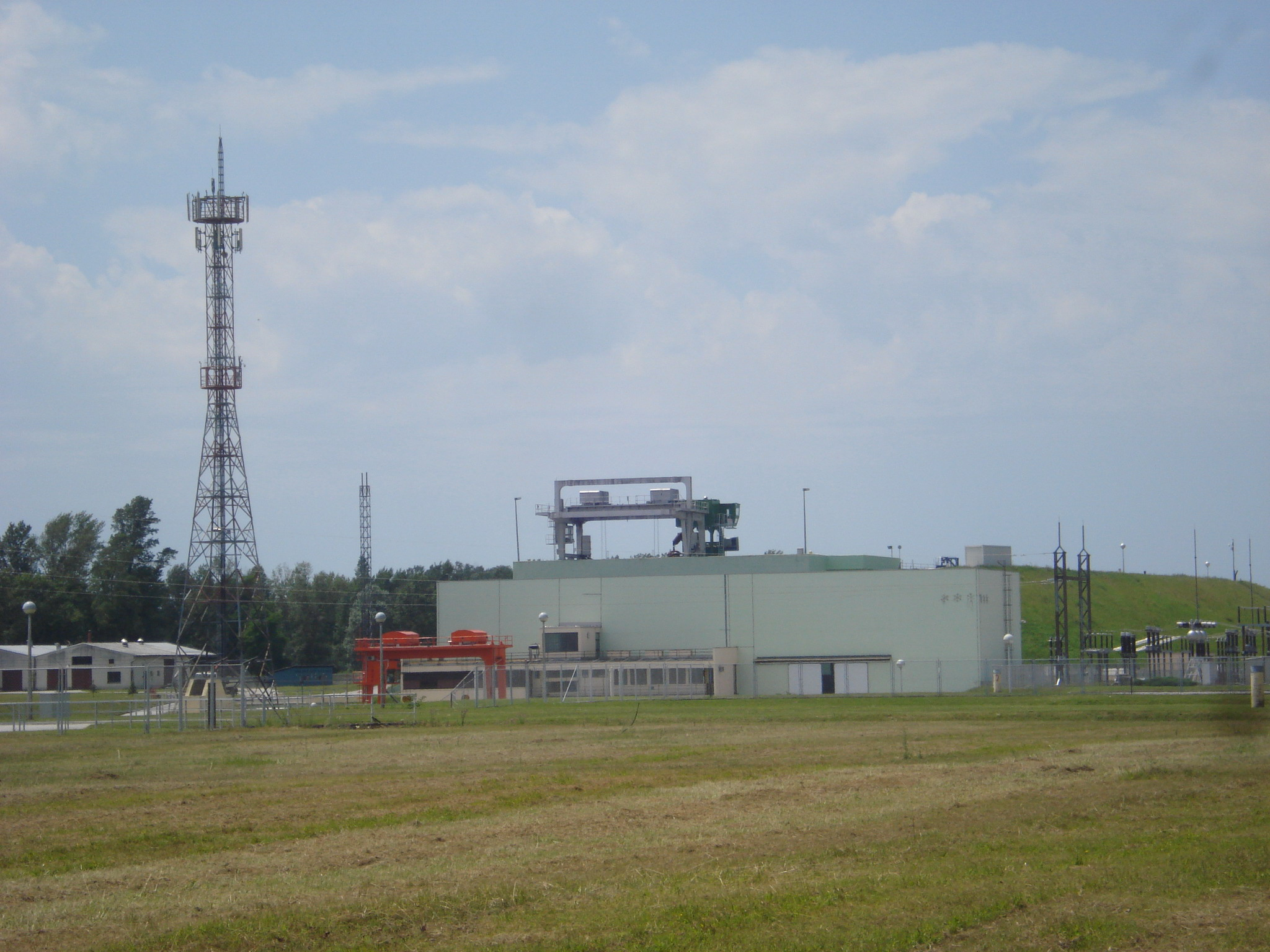
Kraftwerk Čakovec bei Čakovec

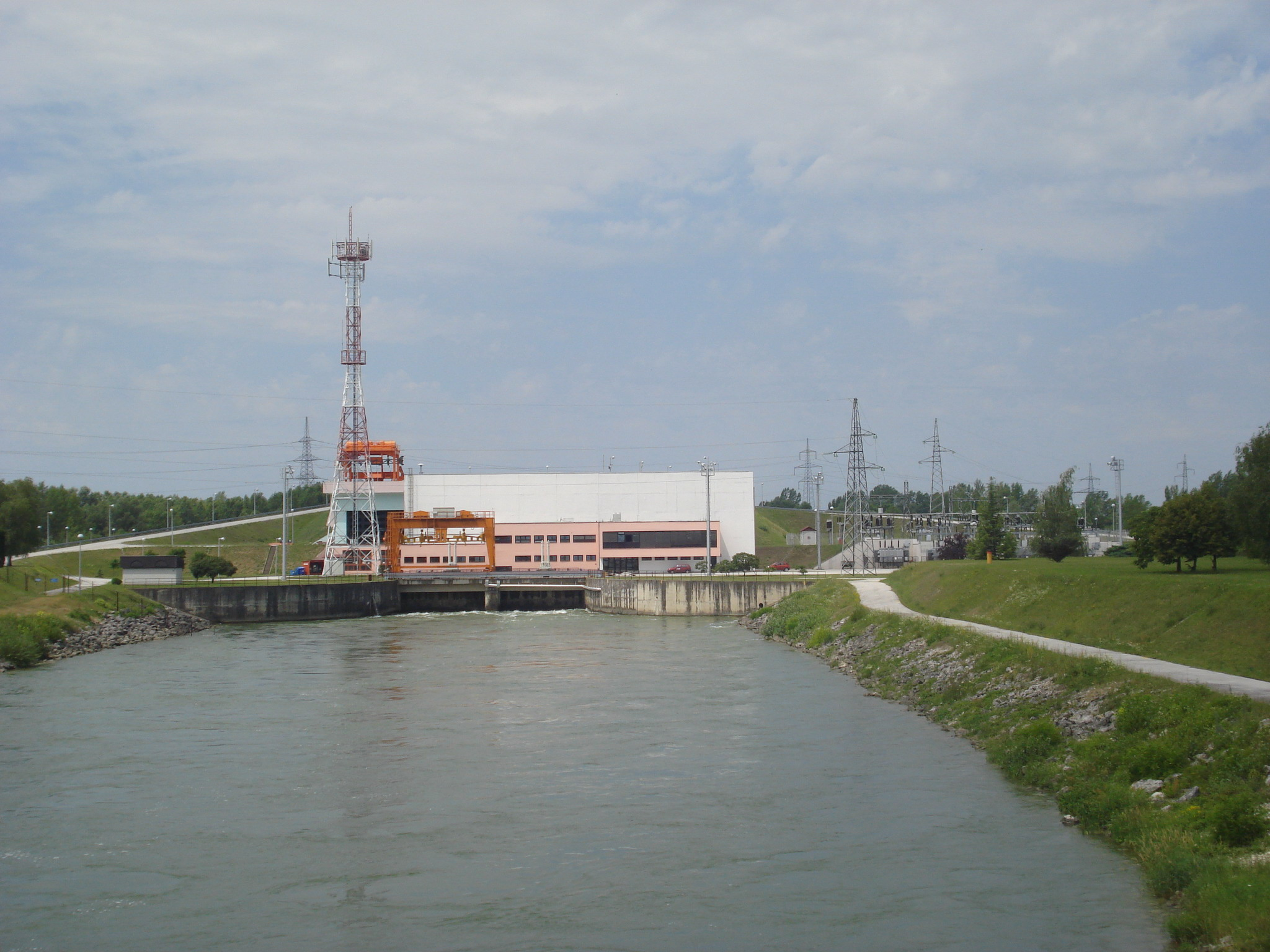
Kraftwerk Dubrava bei Donja Dubrava

#### Österreich
Das oberste Draukraftwerk ist das Kraftwerk Strassen-Amlach in Tirol. Bei Tassenbach befindet sich ein von Drau und Gailbach gespeister Speichersee, von dem das Wasser durch einen Druckstollen zum 370 m tiefer gelegenen Kraftwerk in Amlach geleitet wird.
In den Jahren 1939 bis 1943 wurde in Schwabegg das erste Kraftwerk an der Drau in Kärnten erbaut. Heute gibt es ab Paternion zehn Kraftwerke bis zur slowenischen Grenze, die die Drau fast durchgehend stauen. Betreiber ist in allen Fällen die VERBUND Hydro Power AG als Nachfolger der ÖDK. Mit ihrer maximalen Leistung von zusammen etwa 600 MW und einer jährlichen Energiegewinnung von circa 2600 Gigawattstunden tragen sie etwa drei Prozent
zur Deckung des Strombedarfs Österreichs bei.

#### Slowenien
In Slowenien gibt es Kraftwerke bei Dravograd (Unterdrauburg), Vuzenica (Saldenhofen), Vuhred (Wuchern), Ožbalt (St. Oswald an der Drau), Fala (Faal), Mariborski otok (Marburger Drauinsel), Melje, Zlatoličje (Golldorf) und Formin.
Die Installierte Leistung wird mit 577 MW angegeben, der in slowenischen Draukraftwerken erzeugte Strom deckt etwa 25 % des Landesbedarfs.

#### Kroatien
In Kroatien gibt es drei Draukraftwerke, installierte Leistung 168 MW.
- KW Varaždin[20]
- KW Čakovec[21]
- KW Dubrava[22]

## Nebengewässer
Die größten Nebengewässer der Drau sind:
| Name                       | Mündungsseite | Mündungsort           | Einzugsgebiet in km² |
| -------------------------- | ------------- | --------------------- | -------------------- |
| Sextner Bach               | rechts        | Innichen              | 110,0000             |
| Villgratenbach             | links         | Panzendorf            | 176,9000             |
| Isel                       | links         | Lienz                 | 1.201,0000           |
| Debantbach                 | links         | Dölsach               | 83,3000              |
| Möll                       | links         | Möllbrücke            | 1.100,8000           |
| Lieser                     | links         | Spittal an der Drau   | 1.036,3000           |
| Weißenbach                 | rechts        | Feistritz an der Drau | 182,7000             |
| Seebach (Tiebel)           | links         | Villach               | 314,6000             |
| Gail                       | rechts        | Villach               | 1.413,9000           |
| Loiblbach                  | rechts        | Ferlach               | 62,8000              |
| Vellach                    | rechts        | Goritschach           | 222,8000             |
| Gurk                       | links         | Stein im Jauntal      | 2.585,1000           |
| Wölfnitzbach               | links         | Ruden                 | 123,8000             |
| Feistritzbach              | rechts        | bei Jauntalbrücke     | 107,2000             |
| Lavant                     | links         | Lavamünd              | 968,7000             |
| Mieß (Meža)                | rechts        | Dravograd             | 573,2000             |
| Feistritz (Mucka Bistrica) | links         | Muta                  | 148,1000             |
| Dravinja (Drann)           | rechts        | Videm                 | 817,5000             |
| Pößnitz (Pesnica)          | links         | Ormož                 | 576,1000             |
| Bednja                     | rechts        | Mali Bukovec          |                      |
| Mur                        | links         | Legrad                | 14.108,9000          |
| Karašica                   | rechts        | Petrijevci            |                      |

## Sonstiges
Bereits im Frühmittelalter, und zwar im Jahr 811, wurde die Drau – in diesem Zusammenhang lateinisch als „Drauus fluvius“ bezeichnet – von Karl dem Großen als Grenze zwischen den Diözesen Salzburg und Aquileia im Ostalpenraum bestimmt.
Die Drau wird im Kärntner Heimatlied ([…] Wo durch der Matten herrlich Grün des Draustroms rasche Fluten ziehn […]), in der Lijepa naša ([…] Teci Savo, Dravo teci, […]) sowie in der steirischen Landeshymne „Dachsteinlied“ ([…] bis ins Rebenland im Tal der Drav’ […]) besungen.
Zudem widmete die kroatische (später Wiener) Dichterin Ilka Maria Ungar (1879–1911) in ihrem Gedicht-Zyklus Feierabend (Lexikus Verlag 2011) einige Gedichte der Heimat in gereimten „Drau Idyllen“.
Von 1868 bis 1929 erschien in Osijek (Kroatien) eine deutschsprachige Zeitung mit dem Titel Die Drau.
Der Kärntner bzw. Klagenfurter Drava Verlag, eine bedeutende Einrichtung der Kärntner Slowenen mit regionaler und interkultureller Ausrichtung, ist nach dem Fluss benannt.
In Wien ist seit 1996 die Draugasse nach dem Fluss benannt (vorher seit 1953 Draustraße).